# Llança perforant
La llança perforant és un tipus de llança d'extinció d'incendis per a l'extinció del foc a l'interior d'un volum tancat (contenidors, golfes…) sense requerir l'obertura d'una porta. Quan el foc és de difícil accés o l'acte de forçar la porta requereix molt de temps, permet actuar amb rapidesa i amb major protecció per al bomber. La punta de la llança està feta d'acer endurit i penetra en espais confinats, introduint un cap aspersor al foc, per on es projecta aigua o escuma. El forat a la paret es produeix picant amb un martell de percussió directament sobre la llança.
Les autobombes aeroportuàries poden tenir preinstal·lada una llança perforant per l'atac indirecte als incendis a la cabina dels passatgers i les carcasses del motor.